# Ollie Barbieri
Ollie Barbieri (* 12. listopadu 1991) je britský herec, nejlépe známý svou rolí JJ Jonese v britském TV dramatu Skins.
V roce 2008 byl obsazen do seriálu Skins jako Jonah Jeremiah "JJ" Jones, ve kterém hrál dvě série. Později byl obsazen Adamem Deaconem do britské komedie Anuvahood jako Enrique. Také hrál v roce 2010 ve hře A Small Town Murder na BBC Radio a objevil se v Cornetto Ice Cream po boku Kathryn Prescott, se kterou si zahrál v seriálu Skins.

## Filmografie
| Rok  | Název     | Role     | Poznámka              |
| ---- | --------- | -------- | --------------------- |
| 2009 | Skins     | JJ Jones | 2009-2010 (18 episod) |
| 2011 | Anuvahood | Enrique  | Hlavní role           |